# Stellan Bengtsson
Pour les articles homonymes, voir Bengtsson.
Stellan Bengtsson (né le 26 juillet 1952 à Slöinge) est un joueur de tennis de table suédois.
Il est le premier pongiste suédois à remporter le championnat du monde individuel en 1971. Son palmarès comprend dix médailles lors des championnats du monde et treize aux championnats d'Europe.